# Battexey
Battexey ([batɛˈksɛ] ) ist eine französische Gemeinde mit 34 Einwohnern (Stand: 1. Januar 2022) im Département Vosges in der Region Grand Est (bis 2015 Lothringen). Sie gehört zum Arrondissement Neufchâteau (bis 2024 Épinal) und ist Mitglied im Gemeindeverband Communauté de communes de Mirecourt Dompaire.

## Geographie
Deie Gemeinde Battexey liegt 38 Kilometer nordwestlich von Épinal im Osten des Xaintois am Fluss Madon und an der Grenze zum Département Meurthe-et-Moselle.

## Bevölkerungsentwicklung
| Jahr                       | 1962 | 1968 | 1975 | 1982 | 1990 | 1999 | 2008 | 2014 | 2020 |
| -------------------------- | ---- | ---- | ---- | ---- | ---- | ---- | ---- | ---- | ---- |
| Einwohner                  | 56   | 54   | 47   | 27   | 23   | 30   | 29   | 34   | 36   |
| Quellen: Cassini und INSEE |      |      |      |      |      |      |      |      |      |

## Sehenswürdigkeiten
- Lavoir (ehemaliges öffentliches Waschhaus)